# 何文田官立中學
何文田官立中學（英語：Homantin Government Secondary School；簡稱何官或HGSS或HMTGSS），舊稱巴富街官立中學，位於九龍何文田，是香港一所官立中學，由港英政府於1959年創辦。該校初中分英文班（T、S）及中文班（H、M）。

## 校政管理
歷任校監
- 1999年至2003年　陳吉輝 先生
- 2003年至2004年　梁黃勵 女士
- 2004年至2006年　劉劉穎雯 女士
- 2006年至2008年　溫啟良 先生
- 2008年至2009年　陳懷明 先生
- 2010年至2013年　黃淑華 女士
- 2013年至2015年　李美歡 女士
- 2015年　　　　　 胡振聲 先生
- 2015年至2017年　陳蕭淑芬 女士
- 2017年至2018年　李周若蘭 女士
- 2018年至2019年　鄺英偉 先生
- 2019年至2020年　鄺關秀菁 女士
- 至今 李周若蘭 女士

歷任校長
- 1959年至1961年　何霜筠 先生
- 1961年至1965年　曾貫穀 先生
- 1965年至1966年　翁喜光 先生
- 1966年至1967年　劉圓爵 女士
- 1967年至1968年　馮翰文 先生
- 1968年至1971年　李少剛 先生
- 1971年至1976年　榮德淵 先生
- 1976年至1979年　江之䤆 先生
- 1979年至1992年　甘關慧英 女士
- 1992年至1994年　劉潤霖 先生
- 1994年至1997年2月　陳何嘉樂女士
- 1997年2月至1997年8月　袁秀芳 女士（署任）
- 1997年至2001年　陳呂令意 女士
- 2001年至2007年　李伍淑嫻 女士
- 2007年至2015年　何歐佩娟 女士
- 2015年至2018年　劉梁路得 女士[3]
- 2018年至2021年　張振權 先生[3]
- 2021年至2024年　江碧芝 女士[3]
- 2024年至今 施美芳 女士

歷任副校長
- 至1994年　壽龍 先生
- 袁秀芳女士
- 梁民煒 先生[2]
- 周守安 先生[2]
- 劉文傑 先生[4]
- 2005年至2009年　鄧啟澤 先生[5]
- 陳梁少卿 女士[5]
- 2011年至2017年　陳祥偉 先生
- 2011年至2016年　蕭劉清容 女士
- 2016年至2024年　施美芳 女士
- 2017年至今　羅家華 先生
- 2020年至2023年　吳惠賢 女士
- 2023年至今　謝淑敏 女士
- 2024年至今　鄭頌慈 女士

## 歷史發展
何文田官立中學於1959年初在現址巴富街8號創校，當時因位處巴富街而定校名為巴富街官立中學，首年招生132人，學生於軍營式的建築物上課。後來於1961年，香港政府決定重建校舍，折卸臨時建築，以重建為一座完整校舍。期間學校曾數度遷移，首先借用九龍牛津道賽馬會實用中學校舍上課，翌年遷往九龍工業學校校舍，第三年初中部遷往福華街實用中學校舍，高中部仍借用九龍工業學校校舍。直至1964年4月3日新校舍落成，5月4日全體師生返回現址永久校舍，11月10日由港督戴麟趾主持揭幕禮。

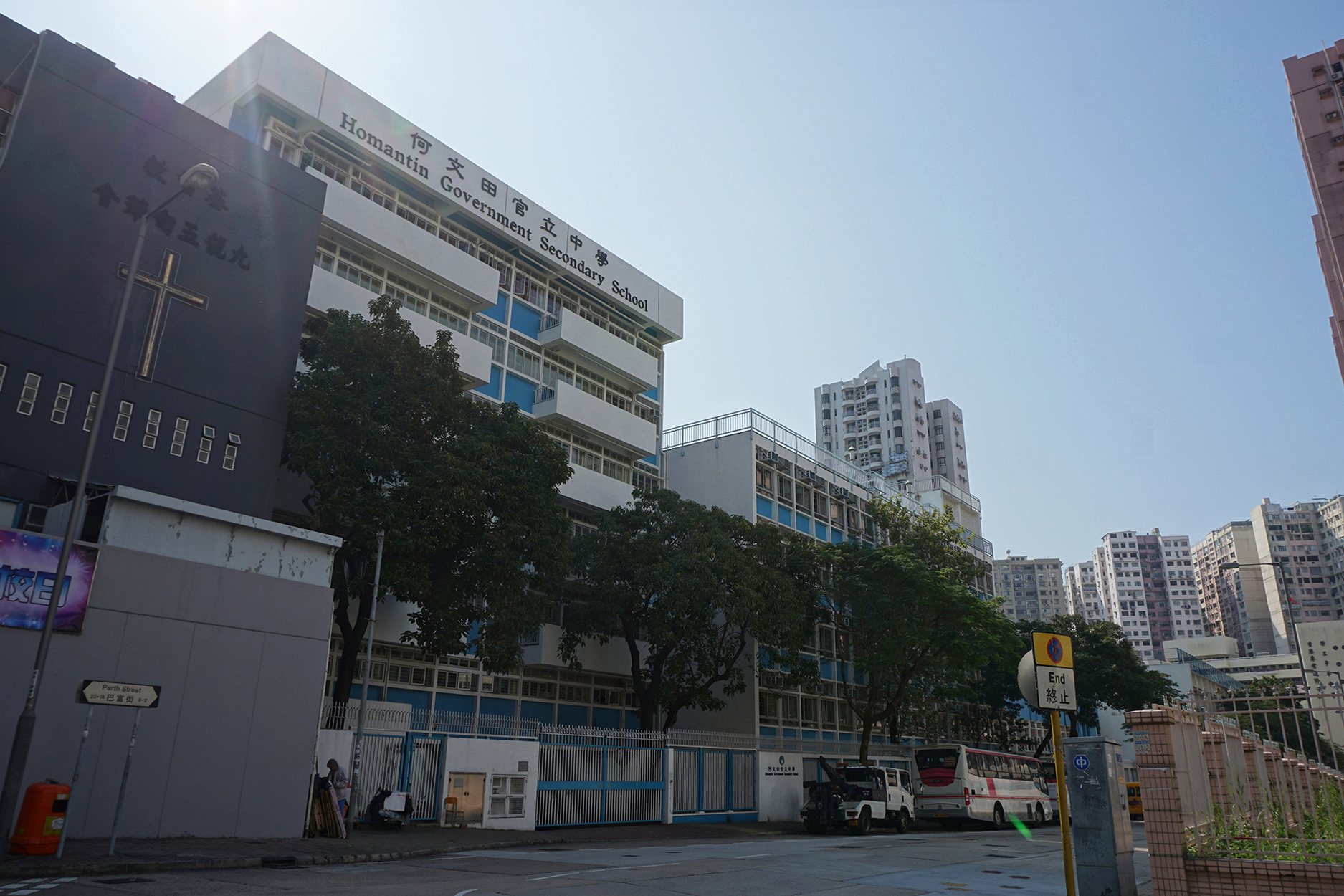
校舍北面

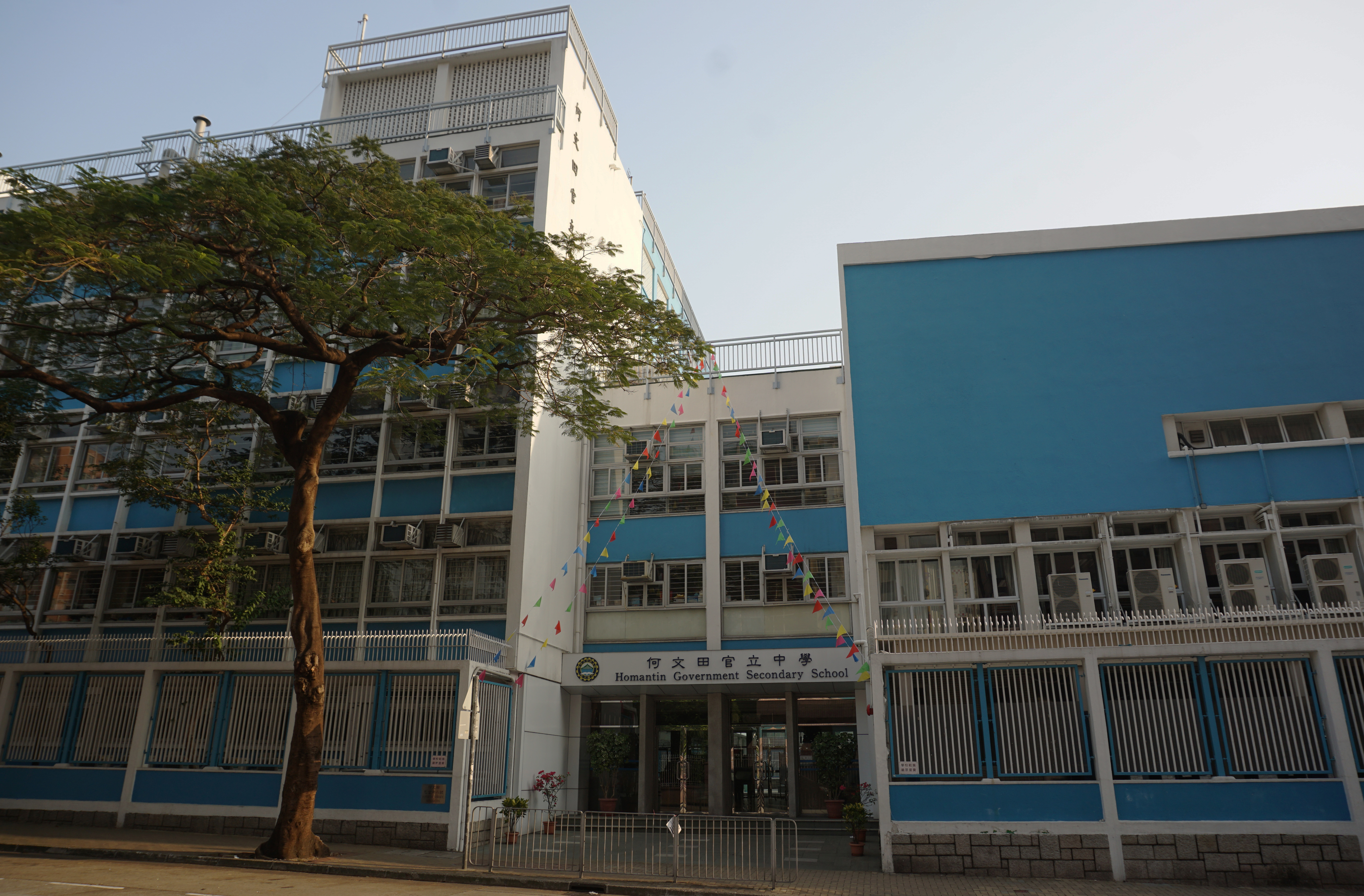
校舍入口

1969年，學校易名為何文田官立中學。1978年中一至中三增設特殊教育組，專為弱聽學童而設。1988年9月英文校名改為Homantin Government Secondary School，加設中七課程。及後於1994年，何文田官立中學成立家長教師會，1999年成立學生會。

## 校舍
校舍面積5000平方米，設有家長教師會資源室、數碼角、圖書館、溫室、小型足球場、社工室、輔導室、學生會室、學生活動中心、英語活動室、多媒體學習室、電腦室（2間）、電腦輔導學習室、學科特別室（5間）、教學資源室、小食部、家政室、設計與科技室、童軍室等的設施。此外，全部教室及禮堂均備空調及資訊科技教學設施。2005年至2006年，校方成立何文田官立中學校友會文物廊。

## 校園組織
何文田官立中學設有以下組織：
| 服務圍                                             | 學科學會 | 興趣學會 | 體育學會                                                                                 |
| -------------------------------------------------- | --- | --- | ---------------------------------------------------------------------------------------- |
| - 童軍第121旅 - 少年警訊 - 公益少年團 - 基督徒團契 | - 中文學會 - 普通話學會 - 英文學會 - 數學學會 - 科學學會 - 歷史學會 - 國史學會 - 地理學會 - 家政學會 - 視覺藝術學會 - 經濟及企會財學會 - 設計與科技學會 - 經濟及企會財學會 - 資訊科技學會 | - 辯論隊 - 英文辯論隊 - 戲劇學會 - 英文戲劇學會 - 桌上遊戲學會 - 園藝學會 - 合唱團 - 中樂團 - 舞蹈學會 - 美容及形象設計組 - 書畫學會 | - 田徑隊 - 足球隊 - 籃球隊 - 排球隊 - 網球隊 - 瑜珈隊 - 乒乓球隊 - 羽毛球隊 - 野外定向隊 |

## 著名/傑出校友
何文田官立中學設有校友會，以下為部分校友名單：
政治、公共事業界
- 李慶煇，BBS（1966年中五）：前教育署署長
- 鄧厚昇（1972年中五）：前警務處助理處長
- 鄧厚江（1974年中五）：前警務處高級助理處長
- 楊岳橋（1994年中一）：前公民黨黨魁、前立法會議員（新界東）
- 葉傲冬，BBS，JP（1997年中五、1998年中五（重讀））：民建聯副秘書長。前任油尖旺區議會主席及前佐敦南區議員
- 鄺星宇（2010年中七）：政治人物[13]

法律及文化界
- 梁秉鈞，MH（1965年中五）[14]：筆名「也斯」，香港已故文學家
- 麥成輝（1978年中五）：香港皇冠出版社董事總經理、青馬文化出版社出版人
- 吳偉碩（梵谷）（1979年中五）：香港著名劇場工作者、評論家；現職香港演藝學院「人文學科」講師。
- 馬漢璋（1971年中五）：區域法院法官
- 梁恩瑜：區域法院法官

商界、旅遊及社會福利界
- 陳寶明：道亨銀行高級經濟研究師
- 李志文（1968年中五）：中華旅行社前總經理
- 何照基（1970年中五）：香港物業管理公司協會會長
- 范國輝：香港社區網絡服務總監

新聞界
- 吳明林（1965年中六）：資深傳媒人
- 雷競斌（1972年中五）：前亞洲電視執行董事
- 馮德雄（1978年中五）：前香港有線電視新聞部總監
- 李小慧（1986年中五）：香港有線電視《樓盤傳真》節目主持及編輯
- 陳慶源：前加拿大明報總編輯、北美編輯總監及執行董事

教育界
- 蔣英豪：前香港中文大學中文系教授[15]
- 徐立之，大紫荊勳賢，OC，GBS，JP（1967年中五[16]）：著名生物學家，香港大學前任校長
- 黃子程（1967年中五[16]）：前香港理工大學中文及雙語學系助理教授
- 黎活仁（1967年中五[16]）：前香港大學中文系講師、教授
- 雷競璇（1979年中五）：香港中文大學香港亞太研究所名譽研究員
- 宗耀民（1981年中五）：聖地亞哥州立大學教育學院院長
- 譚錫忠（1981年中五）：澳門大學呂志和書院副院長
- 杜家輝（1981年中五）：香港中文大學醫學院病理解剖及細胞學系系主任
- 余建華：香港中文大學物理系教授
- 陳活彝（1977年中五）：香港中文大學醫學院解剖學系教授
- 周保松（1990年中五）：香港中文大學政治與行政學系教授
- 陳德華（2006年中五）：香港中文大學化學系教授
- 陳竟明（1977年中五）：香港中文大學環境科學課程總監暨副教授兼逸夫書院第二學生宿舍舍監
- 蔡國光：仁愛堂陳黃淑芳紀念中學前校長
- 羅發強（1976年中五）：聖公會聖本德中學前校長
- 賀國強：青年會書院前校長
- 馬紹良（1965年中六[14]）：教育署前高官、上水鳳溪第一中學及鳳溪創新小學校監

演藝界
- 洪朝豐（1977年中五）：藝人
- 廖安麗（中三）：藝人
- 蔡立兒：藝人
- 陳玉冰（1977年中五）：香港資深電影工作者及演員經理人
- 麥天樞（2000年中五）：香港電影編劇、第53屆金馬獎「最佳原著劇本獎」及第36屆香港電影金像獎「最佳編劇」得主

其他界別
- 冼建文：註冊西醫、放射科醫生；前線醫生聯盟前主席
- 湯偉俠（1967年中五肄業）：香港道教聯合會學務部主任
- 鄭曉蔚（中七）：香港普通科醫生[17]
- 邱浩波（1968年中五）：香港國際社會服務社行政總裁、國際社會服務社亞洲及太平洋區總監

## 外部連結
- 何文田官立中學網站 （页面存档备份，存于）